# Louis Van de Perck
Louis Van de Perck fou un tirador amb arc belga, guanyador de quatre medalles olímpiques.
Va participar en els Jocs Olímpics d'Estiu de 1920 realitzats a Anvers (Bèlgica) on aconseguí guanyar la medalla d'or en les proves per equips d'ocell fix gran i petit així com les medalles de plata en les proves individuals d'ocell fix gran i petit.